# Mesita (Novo México)
Mesita é uma Região censo-designada localizada no estado americano de Novo México, no Condado de Cibola.

## Demografia
Segundo o censo americano de 2000, a sua população era de 776 habitantes.

## Geografia
De acordo com o United States Census Bureau tem uma área de 27,7 km², dos quais 27,7 km² cobertos por terra e 0,0 km² cobertos por água. Mesita localiza-se a aproximadamente 1728 m acima do nível do mar.

## Localidades na vizinhança
O diagrama seguinte representa as localidades num raio de 20 km ao redor de Mesita.